# 佐倉薫
佐倉 薫（さくら かおる、1990年9月29日 - ）は、日本の女性声優。山口県周南市出身。リマックス所属。

## 略歴
中学時代は放送部、高校時代は弓道部にそれぞれ所属していた。なお、放送部はパソコン部と兼任の生徒がいたため成立する部活ではあったものの、放送コンテストにも出場していたという。
リマックス付属養成所に2期生として入所するために上京した。最初の仕事は『SmaSTATION!!』（テレビ朝日系列）であり、声優デビューまでは映像の仕事が多かったという。デビュー後も、パーツモデルの仕事をしているほか、アーティストのMVにも出演している。
吹き替えでは『アスク・ミー・エニシング 彼女の告白』のケイティ役で初主演。

## 人物
声優になろうと思ったきっかけは、スーパーファミコンのサウンドノベルシリーズ『かまいたちの夜』をプレイした際に、これに声がついてたら面白いなと思ったからとのこと。ただし、当時はアニメやゲームの声はアナウンサーがやっていると思っていたためにアナウンサーを志望していた。
2011年から、『ぷよぷよ』シリーズにてウィッチ役を担当。『ぷよぷよ』のプロデューサーである細山田水紀は、初めて声を聞いた瞬間に「ウィッチだ」とコメントしており、対する佐倉本人はこれまでのウィッチの声をすべて聴いてファンのイメージを崩さないようにして演じたと語っている。ニコニコ動画公式チャンネル『ぷよぷよチャンネル』や『ぷよクエ生放送』にも定期的に出演しており、ぷよぷよシリーズと同い年であることをたびたび語っている。

## 出演
太字はメインキャラクター。

### テレビアニメ
2013年
- クロカン（国枝瞳）

2015年
- デュラララ!!×2（店員）
- Dance with Devils（女子生徒）

2016年
- 迷家-マヨイガ-（こはるん）

2017年
- クズの本懐（小学生A、女子生徒）
- ひなこのーと（女性、女性店員）
- ゼロから始める魔法の書（美女B、魔術師団A）
- 覆面系ノイズ（女性3）

2018年
- グラゼニ（うぐいす嬢）

2019年
- 五等分の花嫁（二乃の友人 大鳥）
- アイドルマスター シンデレラガールズ劇場 CLIMAX SEASON（黒埼ちとせ）
- 厨病激発ボーイ（九十九月穂、九十九遥歌）
- カードファイト!! ヴァンガード（黒曜の科学者 マチルダ）
- ライフル・イズ・ビューティフル（橘高恵）

2020年
- 異種族レビュアーズ（クルーラ嬢）
- おちこぼれフルーツタルト（関野チコ）
- シャドウバース（2020年 - 2021年、イザベル）
- D4DJ（2020年 - 2023年、女生徒、マネージャー） - 2シリーズ

2021年
- D CIDE TRAUMEREI THE ANIMATION（天海える）
- ヴィジュアルプリズン（ファン）

2022年
- イロドリミドリ（小仏凪）
- ブッチギレ!（町娘）

2023年
- ラグナクリムゾン（女性たち、高級クラブの女性、街の人々）

2024年
- 転生したら第七王子だったので、気ままに魔術を極めます（2024年 - 2025年、メイド） - 2シリーズ

2025年
- 誰ソ彼ホテル（コンパクト頭女）
- 中禅寺先生物怪講義録 先生が謎を解いてしまうから。（雪絵）

### 劇場アニメ
- マイマイ新子と千年の魔法（2009年、女子高生）
- ポッピンQ（2016年、ジェリー[21]）
- 映画 五等分の花嫁（2022年）

### OVA
- スパイペンギン（2012年、レディー）
- サクラカプセル（2014年、まひるの先輩）

### Webアニメ
- ヤハべえ（2012年、かごめ）
- TOMOTOON! ダブル・ハード（2013年、杉浦舞）
- TOMOTOON! サクラ大戦 特報予告編（2013年、女性客） - 本編未公開作品
- ジュエルペット あたっくちゃんす!?（2016年、るり）
- 少女☆寸劇 オールスタァライト（2019年、える[22]）
- THE IDOLM@STER CINDERELLA GIRLS 8周年特別企画 Spin-off!（2019年、チトセ〈黒埼ちとせ〉[23]）
- アイドルマスター シンデレラガールズ劇場 Extra Stage（2020年、黒埼ちとせ、カラオケ屋店員）
- ラプソディ（2023年、女性客）

### ゲーム
2011年
- ぷよぷよ!! Puyopuyo 20th anniversary（ウィッチ）
- 謎惑館 〜音の間に間に〜
- LORD of APOCALYPSE（主人公のキャラメイキングボイス）

2013年
- サウザンドメモリーズ（心星の令嬢ブルーム、滅私の奉騎士ティム 他）
- 777ファイター（桐生かなみ、相良千秋）
- 圧倒的遊戯ムゲンソウルズZ（シャレフル）
- ぷよぷよ!!クエスト（2013年 - 2023年、ウィッチ、レミ、シルフ、メイリィ〈2代目〉）
- アイコレ〜with you〜（華未魔魅）

2014年
- 刻のイシュタリア（ミコール、アパオシャ、ティシュトリア、ヌエ、チルチル＆ミチル、パリアカカ、ハンプティ、ファフニール）
- X-world（ラフ）
- 天空のクラフトフリート（ケアリー、トバリ）
- 感染少女（皐月麻耶、薬師寺胡桃）
- まほう学院～ルシードの召喚師～ (生徒会長クリス）
- ぷよぷよテトリス（ウィッチ）

2015年
- ジェネラルギア　反撃の神機(木原水守）
- ヒーローズプレイスメント (白峰大雪、熊里あそ、石丸わいや、荒滝有帆、但馬こうづる、霜月のの）
- 三国志ブレイブ（孫氏）
- 戦国姫譚MURAMASA-雅-（海野六郎、山中幸盛、他）
- 18 キミトツナガルパズル (束縛の魔女、拡声チアリーダー・アンナ）
- 憂世ノ志士・憂世ノ浪士（桜木太夫） - 2作品
- コエスタ（天音すばる）
- 魔壊神トリリオン（うさぎメイド）

2016年
- ウチの姫様がいちばんカワイイ (ブリュンヒルデ)
- 限界凸旗 セブンパイレーツ（ネコ）
- 少女とドラゴン -幻獣契約クリプトラクト-（2016年 - 2020年、ルージュ、フェンリル、メルフィリア、リディ、フローディア、ルーシー）
- サモンナイト6 失われた境界たち（クラレット）
- Shadowverse（イザベル）
- 神撃のバハムート（イザベル）
- 編隊少女 -フォーメーションガールズ-（アドリアナ・チェルノゴロヴァ、ハイカ・ツー・ウィトゲンシュタイン）
- ぷよぷよクロニクル（ウィッチ）

2017年
- アナザーエデン（ニケ）

2018年
- ブラウンダスト（ヴェンタナ）
- りっく☆じあ〜す（2018年 - 2019年、AH-1S〈5ath.〉、出浦信、善通寺 琴）
- 帝国戦記（2018年 - 2021年、フロノス、プレクセラ、ノヴェイラ）
- Q＆Qアンサーズ（櫻の樹の下には、ジャングルブック）
- 少女☆歌劇 レヴュースタァライト -Re LIVE-（える）
- ぷよぷよeスポーツ（ウィッチ）
- 神装の戦乙女（2018年 - 2020年、デスピナ、シェリーナ）
- JUDGE EYES:死神の遺言（ぷよぷよ）
- アストメモリア-Ast Memoria-（2018年 - 2019年、エレオノーラ・リリエンタール、エイミー・ウェッジウッド）

2019年
- アイドルマスター シンデレラガールズ（2019年 - 2024年、黒埼ちとせ） - 3作品
- ウィザーズ シンフォニー（テレーゼ）
- 十三機兵防衛圏（南奈津乃）
- チェインクロニクル（ウィッチ）

2020年
- アークナイツ（アンドレアナ）
- ロストストーンズ（アルティ）
- ラストピリオド -終わりなき螺旋の物語-（アリシア）
- 遙かなる時空の中で7（筒見屋あやめ）
- ガレリアの地下迷宮と魔女ノ旅団（ケイ）
- ぷよぷよテトリス2（ウィッチ）

2021年
- クイズRPG 魔法使いと黒猫のウィズ（ドリー＆ナーシャ）
- けものフレンズ3（ウィッチ）
- D CIDE TRAUMEREI（天海える）
- 東方ダンマクカグラ（鈴仙・優曇華院・イナバ）

2022年
- モンスターストライク（2022年 - 2023年、ヒノエンマ、ヒノウェデ）
- アリス・ギア・アイギス（2022年 - 2024年、尾長晶乃）
- エピックセブン（ルア）
- 風のファンタジア（ロビンフッド）
- ミリオンモンスター（神光の聖女アウラ）
- ミシックヒーローズ（カサンドラ）
- 無期迷途（ナチャ）
- Fragment's Note+ AfterStory（秋河莉奈）
- LACKGIRL I - “Astra inclinant, sed non obligant.”（弥生）

2023年
- タワーオブスカイ（シザー）
- ファイナルファンタジーXVI（デシレー）
- エーテルゲイザー（バステト）

2024年
- アズールレーン（デヴォンシャー）
- マブラヴ：ディメンションズ（ベルナデット・ル・ティグレ・ド・ラ・リヴィエール）
- カイジ外伝：激熱の街（椎奈紗希）
- 恋は職場で（ルクレツィア、朴英羽、葛城日々菜）
- ハツリバーブ（メリア）

2025年
- ブルーアーカイブ -Blue Archive-（御陵ナグサ）
- 勝利の女神:NIKKE（ソラ）

### ドラマCD
- ね語方言・其の二（2011年、山口弁[78]）
- ドラマCD「ぷよぷよ」Vol.1 - 5（2012年、ウィッチ）
- 恐怖怪談 オウマガトキ 其之六（2014年、彼女、ライター、少年）

### 吹き替え

#### 映画
- アスク・ミー・エニシング 彼女の告白（ケイティ〈ブリット・ロバートソン〉）
- シンデレラ（ナリッサ〈シャーロット・スペンサー〉[79]）
- ブレンダン・フレイザーのエリートをぶっとばせ!（イヴ）
- ミックステープ: 伝えられずにいたこと（英語版）
- もっと猟奇的な彼女（ユウコ〈藤井美菜〉）

#### ドラマ
- 賢后 衛子夫（王燕）
- 海雲台の恋人たち（ユン・セナ〈ナム・ギュリ〉）
- ラブアイランドUSA 水着で恋するラスベガス編（マッケンジー・ディップマン[80]）
- ロマンスが必要（ギヒョン）

#### アニメ
- Oops!フェアリーペアレンツ: ピカピカの願い（アンジェラ・ウェルズ[81]）
- 怪盗グルーのミニオン超変身[82]
- レゴ フレンズ（ステファニー[83]）

### ラジオ
※はインターネット配信。
- 立川志ら乃の自分好みの声優を育成する件について（2011年、ウェーブマスター※） - アシスタントパーソナリティ
- ぷよかなくらぶ!!（2011年 - 2012年、ニコニコ動画※）- アシスタントパーソナリティ
- 迷家‐マヨイガ‐「納鳴村 村役場広報課」（2016年、音泉※）
- しゃどばすチャンネル（2016年 - 2024年、ニコニコ動画※）

### ラジオドラマ
- エンジェリック騎士団（ファウスト）
- ダブルヒロイン
- とむりえアナザーストーリー『エリー&ユーリ』（ユーリ）
- イロドリミドリ（2015年、小仏凪）

### インターネットテレビ
- 丸岡和佳奈のごめんあそばせ佐倉さん（2020年10月14日 -  12月9日、ニコニコ生放送、YouTube Live[84]）ゲストパーソナリティ ※全4回配信
- 佐倉薫と嘉山未紗の君の腹筋を割りたい。（2021年2月25日 -  12月23日、ニコニコ生放送）[85]
- 佐倉薫の 絶対Knee！ 勝ち取ります（2021年 -  、ニコニコ生放送）[86]

### ナレーション
- 24時間テレビ 「愛は地球を救う」 35（2012年）[4]
- ショウワノート「アイカツ!わくわく新学期シリーズ2014」TVCM（2014年）[87]
- 電撃文庫MAGAZINETVCM（2014年）[88]
- 憂世ノ志士・憂世ノ浪士紹介ナレーション（2014年）[89]
- タカラトミー はじめて英語ディズニーおしゃべりいっぱい！ガチャ CM（2014年）[4]
- タカラトミー はじめて英語ミッキーマウスいっしょにおいでよ! CM（2014年）[4]
- アプリゲーム「NUMBERSDANCE」TVCM（2015年）[90]
- アプリゲーム「Pop'nCube」TVCM（2015年）[90]
- 電撃G's magazineTVCM（2015年）[91]
- 予約トップ10 TVCM（2015年）[92]
- ニンテンドー3DS ・ほっぺちゃんぷにっとしぼって大冒険！ TVCM、店頭VP（2015年）[93]
- 靴専門店チヨダ系列 店頭VP（2015年）[94]
- ニンテンドー3DS・わんニャンどうぶつ病院ステキな獣医さんになろう！ TVCM、店頭VP（2015年）[4]
- オタマート TVCM（2016年）[95]
- ショウワノート「リルリルフェアリル わくわく新学期シリーズ」TVCM（2017年）[96]
- タカラトミー 『ディズニープリンセスリトルキングダム エレベーターのある大きなダンスキャッスル』TVCM（2017年）[97]
- ドウシシャ『電動やさいスライサーベジ丸』紹介動画のナレーション（2018年）[98]
- レゴ フレンズ新商品TVCMのキャラクターナレーション（2018年）[99]
- ドウシシャ 『Otona 電動わた雪かき氷器』 - 店頭・紹介ナレーション（2018年）[100]
- タカラトミー『ディズニー＆ディズニー/ピクサーキャラクターズ・日本語英語ことばがいっぱい！マジカルずかんプレミアムDX』TVCM・紹介動画（2018年）[101]
- ドウシシャ 『Otona 流しそうめん』 - 店頭・紹介ナレーション（2018年）[102]
- タカラトミー『ディズニー＆ディズニー/ピクサーキャラクターズ・カメラで遊んで学べる！マジックタブレット』TVCM・紹介動画（2018年）[103]
- タカラトミー『くまのプーさん えらべる回転6WAYジムにへんしんメリー』TVCM・紹介動画（2018年）[104]
- イロドリミドリ 3rdALBUM「卒業」の15秒CMナレーション（2018年、小仏凪）[105]
- 幻獣契約クリプトラクト ナレーション（2018年）[106]
- PSO2 TCG  EPISODE ORACLE PACK TVCM（2019年）[107]
- タカラトミー『東大脳！ブロック10 CM・PV（2021年）[108]
- 千葉県歯科医師会 TVCM[4]
- 大成建設展示会用 VP[4]
- あいおいニッセイ同和損保 VP[4]
- 大成建設 MOA美術館 VP[4]
- 千葉県学校給食会 VP[4]
- ルミカライト ラジオCM[4]
- タマホーム ラジオCM[4]
- 千葉県 佐倉市  紹介ウェブコンテンツ[4]

### デジタルコミック
- UULAマンガ ピース オブ ケイク（成田あかり）
- 一言のシン（2022年、まゆり[109]）

### その他コンテンツ
- メディアミックスプロジェクト『イロドリミドリ』（2015年、小仏凪[110]）
- オーディオブック『桐島、部活やめるってよ』（沙奈）
- パチンコ『P G1 DREAMROAD』（2020年、有馬やよい[111]）

## ディスコグラフィ

### キャラクターソング
| 発売日   | 商品名                                                                                          | 歌 | 楽曲                                                                             | 備考                                                                               |
| 2011年   | 2011年                                                                                          | 2011年 | 2011年                                                                           | 2011年                                                                             |
| -------- | ----------------------------------------------------------------------------------------------- | --- | -------------------------------------------------------------------------------- | ---------------------------------------------------------------------------------- |
| 12月15日 | ぷよぷよ!! アニバーサリーサウンドコレクション                                                   | りんご（今井麻美）、アルル（園崎未恵）、アミティ（菊池志穂）、ウィッチ（佐倉薫） | 「ぷよぷよのうた 3+1スペシャルバージョン」                                       | ゲーム『ぷよぷよ!! Puyopuyo 20th anniversary』関連曲                               |
| 2013年   |                                                                                                 | |                                                                                  |                                                                                    |
| 3月27日  | ぷよぷよ ヴォーカルトラックス                                                                   | ウィッチ（佐倉薫） | 「Darkness of puyopuyo2」                                                        | ゲーム『ぷよぷよ!! Puyopuyo 20th anniversary』関連曲                               |
| 2015年   |                                                                                                 | |                                                                                  |                                                                                    |
| 12月29日 | CHUNITHM オリジナルサウンドトラック Change Our MIRAI!                                           | イロドリミドリ | 「Change Our MIRAI!」                                                            | ゲーム『チュウニズム』関連曲                                                       |
| 2016年   |                                                                                                 | |                                                                                  |                                                                                    |
| 2月20日  | CHUNITHM オリジナルサウンドトラック 無敵We are one!!                                            | イロドリミドリ | 「無敵We are one!!」                                                             | ゲーム『チュウニズム』関連曲                                                       |
| 3月15日  | コエスタ ベストアルバム                                                                         | 天音すばる（佐倉薫）、姫宮夏日（橋本ちなみ）、織川琴美（小澤亜李） | 「夢、希望、少しの勇気」                                                         | ゲーム『コエスタ』関連曲                                                           |
| 3月15日  | コエスタ ベストアルバム                                                                         | 天音すばる（佐倉薫） | 「紙飛行機」                                                                     | ゲーム『コエスタ』関連曲                                                           |
| 5月8日   | Help me, あーりん！/なるとなぎのパーフェクトロックンロール教室                                  | 箱部なる（M・A・O）、小仏凪（佐倉薫） | 「なるとなぎのパーフェクトロックンロール教室」                                   | ゲーム『チュウニズム』関連曲                                                       |
| 8月12日  | CHUNITHM オリジナルサウンドトラック 単位                                                        | 小仏凪（佐倉薫） | 「私の中の幻想的世界観及びその顕現を想起させたある現実での出来事に関する一考察」 | ゲーム『チュウニズム』関連曲                                                       |
| 2019年   |                                                                                                 | |                                                                                  |                                                                                    |
| 10月23日 | THE IDOLM@STER CINDERELLA GIRLS STARLIGHT MASTER for the NEXT! 01 TRUE COLORS                   | 城ヶ崎美嘉（佳村はるか）、高森藍子（金子有希）、アナスタシア（上坂すみれ）、藤原肇（鈴木みのり）、乙倉悠貴（中島由貴）、黒埼ちとせ（佐倉薫）、白雪千夜（関口理咲）、久川颯（長江里加）、久川凪（立花日菜） | 「TRUE COLORS（M@STER VERSION）」                                                | ゲーム『アイドルマスター シンデレラガールズ スターライトステージ』関連曲           |
| 10月23日 | THE IDOLM@STER CINDERELLA GIRLS STARLIGHT MASTER for the NEXT! 01 TRUE COLORS                   | 黒埼ちとせ（佐倉薫） | 「TRUE COLORS（M@STER VERSION）」                                                | ゲーム『アイドルマスター シンデレラガールズ スターライトステージ』関連曲           |
| 11月20日 | THE IDOLM@STER CINDERELLA GIRLS Spin-off! オウムアムアに幸運を                                  | 一ノ瀬志希（藍原ことみ）、神谷奈緒（松井恵理子）、黒埼ちとせ（佐倉薫）、佐藤心（花守ゆみり）、的場梨沙（集貝はな）                                                                                         | 「オウムアムアに幸運を」                                                         | Webアニメ『THE IDOLM@STER CINDERELLA GIRLS 8周年特別企画 Spin-off!』テーマソング   |
| 11月20日 | THE IDOLM@STER CINDERELLA GIRLS Spin-off! オウムアムアに幸運を                                  | 黒埼ちとせ（佐倉薫） | 「オウムアムアに幸運を」                                                         | Webアニメ『THE IDOLM@STER CINDERELLA GIRLS 8周年特別企画 Spin-off!』テーマソング   |
| 2020年   |                                                                                                 | |                                                                                  |                                                                                    |
| 4月8日   | P G1 DREAMROAD サンセイオリジナルサウンドトラックアルバム                                       | 有馬きっか（八巻アンナ）、有馬やよい（佐倉薫） | 「Dive to dream!」 「フードシェアステークス」                                    | パチンコ『P G1 DREAMROAD』関連曲                                                   |
| 4月8日   | P G1 DREAMROAD サンセイオリジナルサウンドトラックアルバム                                       | 有馬さつき（上坂すみれ）、有馬きっか（八巻アンナ）、有馬やよい（佐倉薫） | 「Overtake You!!〜take you remix〜」                                             | パチンコ『P G1 DREAMROAD』関連曲                                                   |
| 4月15日  | THE IDOLM@STER CINDERELLA GIRLS STARLIGHT MASTER 38 Fascinate                                   | 黒埼ちとせ（佐倉薫）、白雪千夜（関口理咲） | 「Fascinate（M@STER VERSION）」                                                  | ゲーム『アイドルマスター シンデレラガールズ スターライトステージ』関連曲           |
| 7月1日   | THE IDOLM@STER CINDERELLA MASTER 3chord for the Rock!                                           | 黒埼ちとせ（佐倉薫）、松永涼（千菅春香）、木村夏樹（安野希世乃） | 「Driving My Way」                                                               | ゲーム『アイドルマスター シンデレラガールズ』関連曲                                |
| 11月11日 | THE IDOLM@STER CINDERELLA GIRLS STARLIGHT MASTER GOLD RUSH! 04 ヒーローヴァーサスレイナンジョー | 黒崎ちとせ（佐倉薫）、白雪千夜（関口理咲） | 「時を刻む唄」                                                                   | ゲーム『アイドルマスター シンデレラガールズ スターライトステージ』関連曲           |
| 2021年   |                                                                                                 | |                                                                                  |                                                                                    |
| 2月24日  | おちこぼれフルーツタルト BD・DVD第2巻特典CD                                                     | クリームあんみつ | 「ブルーの爽快がめちゃShiny!」                                                   | テレビアニメ『おちこぼれフルーツタルト』挿入歌                                     |
| 3月24日  | おちこぼれフルーツタルト BD・DVD第3巻特典CD                                                     | クリームあんみつ | 「青春の終焉と少女の翼」                                                         | テレビアニメ『おちこぼれフルーツタルト』挿入歌                                     |
| 3月24日  | おちこぼれフルーツタルト BD・DVD第3巻特典CD                                                     | フルーツタルト、クリームあんみつ | 「青春の終焉と少女の翼」                                                         | テレビアニメ『おちこぼれフルーツタルト』挿入歌                                     |
| 4月7日   | THE IDOLM@STER CINDERELLA GIRLS LITTLE STARS EXTRA! Life is HaRMONY                             | 桐生つかさ（河瀬茉希）、黒埼ちとせ（佐倉薫）、白菊ほたる（天野聡美）、鷺沢文香（M・A・O）、諸星きらり（松嵜麗）                                                                                            | 「Life is HaRMONY」                                                              | Webアニメ『アイドルマスター シンデレラガールズ劇場 Extra Stage』エンディングテーマ |
| 5月19日  | THE IDOLM@STER CINDERELLA MASTER 058 黒埼ちとせ                                                 | 黒埼ちとせ（佐倉薫） | 「Beat of the Night」                                                            | ゲーム『アイドルマスター シンデレラガールズ』関連曲                                |
| 2022年   |                                                                                                 | |                                                                                  |                                                                                    |
| 4月20日  | THE IDOLM@STER CINDERELLA GIRLS STARLIGHT MASTER R/LOCK ON! 04 堕ちる果実                       | 神崎蘭子（内田真礼）、黒埼ちとせ（佐倉薫） | 「堕ちる果実（M@STER VERSION）」                                                 | ゲーム『アイドルマスター シンデレラガールズ スターライトステージ』関連曲           |
| 4月20日  | THE IDOLM@STER CINDERELLA GIRLS STARLIGHT MASTER R/LOCK ON! 04 堕ちる果実                       | 黒埼ちとせ（佐倉薫） | 「堕ちる果実（M@STER VERSION）」                                                 | ゲーム『アイドルマスター シンデレラガールズ スターライトステージ』関連曲           |
| 9月28日  | THE IDOLM@STER CINDERELLA MASTER Cute jewelries! 004                                            | 乙倉悠貴（中島由貴）、関裕美（会沢紗弥）、白菊ほたる（天野聡美）、早坂美玲（朝井彩加）、黒埼ちとせ（佐倉薫）                                                                                               | 「チョコレート？レモネード？どっち??」 「認めてくれなくたっていいよ」            | ゲーム『アイドルマスター シンデレラガールズ』関連曲                                |
| 9月28日  | THE IDOLM@STER CINDERELLA MASTER Cute jewelries! 004                                            | 黒埼ちとせ（佐倉薫） | 「DISCOTHEQUE」                                                                  | ゲーム『アイドルマスター シンデレラガールズ』関連曲                                |
| 2023年   |                                                                                                 | |                                                                                  |                                                                                    |
| 2月15日  | THE IDOLM@STER CINDERELLA GIRLS STARLIGHT MASTER PLATINUM NUMBER 02 UNIQU3 VOICES!!!            | 黒埼ちとせ（佐倉薫） | 「怪物」                                                                         | ゲーム『アイドルマスター シンデレラガールズ スターライトステージ』関連曲           |
| 9月9日   | THE IDOLM@STER CINDERELLA GIRLS Shout out Live!!! 会場オリジナルCD                              | 黒埼ちとせ（佐倉薫） | 「Life is HaRMONY」                                                              | Webアニメ『アイドルマスター シンデレラガールズ劇場 Extra Stage』関連曲             |
| 11月22日 | THE IDOLM@STER CINDERELLA GIRLS STARLIGHT MASTER HEART TICKER! 01 無限L∞PだLOVE♡                | 辻野あかり（梅澤めぐ）、佐久間まゆ（牧野由依）、多田李衣菜（青木瑠璃子）、神崎蘭子（内田真礼）、木村夏樹（安野希世乃）、二宮飛鳥（青木志貴）、ナターリア（生田輝）、黒埼ちとせ（佐倉薫）                   | 「無限L∞PだLOVE♡（M@STER VERSION）」                                             | ゲーム『アイドルマスター シンデレラガールズ スターライトステージ』関連曲           |
| 11月22日 | THE IDOLM@STER CINDERELLA GIRLS STARLIGHT MASTER HEART TICKER! 01 無限L∞PだLOVE♡                | 黒埼ちとせ（佐倉薫） | 「無限L∞PだLOVE♡（M@STER VERSION）」                                             | ゲーム『アイドルマスター シンデレラガールズ スターライトステージ』関連曲           |
| 2024年   |                                                                                                 | |                                                                                  |                                                                                    |
| 5月15日  | THE IDOLM@STER CINDERELLA GIRLS STARLIGHT MASTER COLLABORATION! ジュビリー                      | 黒埼ちとせ（佐倉薫） | 「みちづれ」                                                                     | ゲーム『アイドルマスター シンデレラガールズ スターライトステージ』関連曲           |
| 2025年   |                                                                                                 | |                                                                                  |                                                                                    |
| 2月12日  | THE IDOLM@STER CINDERELLA GIRLS STARLIGHT MASTER CRYSTAL QUALIA 02 Fin[e]～美しき終焉～         | 一ノ瀬志希（藍原ことみ）、黒埼ちとせ（佐倉薫） | 「Fin[e]〜美しき終焉〜(M@STER VERSION)」                                         | ゲーム『アイドルマスター シンデレラガールズ スターライトステージ』関連曲           |
| 2月12日  | THE IDOLM@STER CINDERELLA GIRLS STARLIGHT MASTER CRYSTAL QUALIA 02 Fin[e]～美しき終焉～         | 黒埼ちとせ（佐倉薫） | 「Fin[e]〜美しき終焉〜(M@STER VERSION)」                                         | ゲーム『アイドルマスター シンデレラガールズ スターライトステージ』関連曲           |

## ライブ・イベント

### 合同ライブ
| 出演日              | タイトル                                                                                       | 会場                               |
| ------------------- | ---------------------------------------------------------------------------------------------- | ---------------------------------- |
| 2016年2月20日       | maimaixイロドリミドリxCHUNITHM SPECIAL LIVE JAEPO 2016 Party Night（昼）                       | 幕張メッセ（千葉県）               |
| 2017年2月12日       | maimai×イロドリミドリ×CHUNITHM SPECIAL LIVE JAEPO 2017 Party Night2（祭）                      | 幕張メッセ（千葉県）               |
| 2017年11月5日       | イロドリミドリLIVE'17                                                                          | 赤坂BLITZ（東京都）                |
| 2020年2月15日・16日 | THE IDOLM@STER CINDERELLA GIRLS 7thLIVE TOUR Special 3chord♪ Glowing Rock!                     | 京セラドーム大阪（大阪府）         |
| 2021年10月2日・3日  | THE IDOLM@STER CINDERELLA GIRLS 10th ANNIVERSARY M@GICAL WONDERLAND TOUR!!! MerryMaerchen Land | 西日本総合展示場 新館（福岡県）    |
| 2022年4月2日・3日   | THE IDOLM@STER CINDERELLA GIRLS 10th ANNIVERSARY M@GICAL WONDERLAND!!!                         | ベルーナドーム（埼玉県）           |
| 2022年11月27日      | THE IDOLM@STER CINDERELLA GIRLS Twinkle LIVE Constellation Gradation                           | ベルーナドーム（埼玉県）           |
| 2023年9月9日・10日  | THE IDOLM@STER CINDERELLA GIRLS Shout out Live!!!                                              | 愛知県国際展示場 ホールA（愛知県） |
| 2024年4月6日        | THE IDOLM@STER CINDERELLA GIRLS UNIT LIVE TOUR ConnecTrip! 大阪公演                            | Zepp Osaka Bayside（大阪府）       |

### シリーズ一覧
1. ↑  第1期『First Mix』（2020年 - 2021年）、第2期『All Mix』（2023年）
2. ↑  第1期（2024年）、第2期（2025年）
3. ↑  『スターライトステージ』（2019年 - 2024年）、『シンデレラガールズ』（2019年 - 2022年）、『スターライトスポット』（2019年）

### ユニットメンバー
1. 1 2  明坂芹菜（新田恵海）、御形アリシアナ（福原綾香）、天王洲なずな（山本彩乃）、小仏凪（佐倉薫）、箱部なる（M・A・O）
2. 1 2 3  関野チコ（佐倉薫）、中町ぬあ（篠原侑）、中町るあ（田中貴子）
3. ↑  桜衣乃（新田ひより）、関野ロコ（久保田梨沙）、貫井はゆ（白石晴香）、前原仁菜（近藤玲奈）、緑へも（守屋亨香）